# Aksu (Antalya)
Pour les articles homonymes, voir Aksu.
Aksu est une ville et un district de la province d'Antalya dans la région méditerranéenne en Turquie.

## Géographie
Les principales activités economiques d'Aksu sont le maraîchage et le tourisme, avec les ruines de l'antique Pergè et le parc naturel des cascades de Kurşunlu.

## Histoire
Dans l'Antiquité, la région d'Aksu faisait partie de la Pamphylie, et les ruines de la ville antique de Pergè se trouvent dans le périmètre du district d'Aksu. La ville fut successivement rattachée à l'Empire Romain, à l’Empire byzantin, puis fut administrée par les beyliks d'Anatolie avant d'être annexée à l’Empire Ottoman. À l'époque d'Attatürk, il y avait à cet endroit cinq villages, les deux plus grands étant Aksu et Çalkaya. De 1977 à 1994, ces villages ont été reclassés comme faubourgs avant de fusionner en 1999 pour former le district d’Aksu.